# Copa Final Four de Voleibol Femenino Sub-20
La Copa Final Four de Voleibol Femenino Sub-20, más conocida como Copa Final Four, es un campeonato entre selecciones nacionales femeninas de voleibol organizado por la Unión Panamericana de Voleibol cada año desde 2014.
Participan cuatro selecciones nacionales, dos pertenecientes a la NORCECA y dos a la Confederación Sudamericana de Voleibol.

## Historial
| N.º | Año  | Sede       |                      |           |                      |      |
| --- | ---- | ---------- | -------------------- | --------- | -------------------- | ---- |
| I   | 2014 | Lima, Perú | Perú                 | Argentina | República Dominicana | Cuba |
| II  | 2018 | Lima, Perú | República Dominicana | Argentina | Perú                 | Cuba |

### Medallero histórico
- Actualizado hasta Perú 2018.

| Pos. | Selección            |   |   |   | Total |
| ---- | -------------------- | - | - | - | ----- |
| 1    | República Dominicana | 1 | 0 | 1 | 2     |
| 2    | Perú                 | 1 | 0 | 1 | 2     |
| 3    | Argentina            | 0 | 2 | 0 | 2     |
| 4    | Cuba                 | 0 | 0 | 0 | 0     |